# 和歌山県立伊都高等学校
和歌山県立伊都高等学校（わかやまけんりつ いとこうとうがっこう）は、和歌山県橋本市にあった単位制の高等学校である。略称は伊高。

## 設置学科
- 普通科

## 沿革
- 1922年（大正11年）- 旧制和歌山県立伊都中学校として開校する。
- 1948年（昭和23年）- 学制改革により和歌山県立伊都高等学校に改称する。
- 1963年（昭和38年）- 生活科を設置する。
- 1967年（昭和42年）- 定時制を廃止する。
- 1987年（昭和62年）- 生活科・園芸科を廃止する。園芸科は和歌山県立紀北農芸高等学校へ移管する。
- 1998年（平成10年）- コース制を導入する。
- 2002年（平成14年）- 単位制の高等学校となる。
- 2015年（平成27年）- 和歌山県立紀の川高等学校と統合し、和歌山県立伊都中央高等学校となる。
- 2016年（平成28年）- 少子化と学区制の廃止による生徒数減少により平成28年度末をもって閉校予定。
- 2017年（平成29年）- 閉校。

## 出身者
- 前田佳都男（科学技術庁長官、参議院副議長）
- 福永健司（運輸大臣）
- 松長有慶（高野山真言宗管長、元高野山大学学長）
- 北本正路（「ニューギニアマラソン戦記」著者。慶応大学で箱根駅伝出場）
- 海堀洋平（田中角栄内閣時代の旧大蔵省主計局次長）
- 中谷鉄也（旧社会党衆院議員）
- 松下充男（元セリーグ審判員）
- 大原博志（元プロ野球選手）
- 浦西美治（元プロ野球選手）
- 松山優治（東京海洋大学学長）
- 西村博巳（元プロ野球選手）
- 平阪佳久（和歌山県を拠点に活動するJ-POPバンド・ウインズのリーダー）
- 久保文雄（元プロ野球選手）
- 福田聡志（元読売ジャイアンツ投手）
- 岡本弥紀（作曲家）
- ケンタエリザベス3世（たけし軍団）
- 上田栄蔵（競輪選手）
- 岡本新吾（競輪選手）
- 大高幸子（元競泳選手 - 1956年メルボルンオリンピック代表）
- 高松好子（元競泳選手 - 1960年ローマオリンピック代表）
- 池田和歌子（女優、声優）
- 浦部陽介（シンガーソングライター）

## 学校生活
- 文化祭は6月中という早い内に行われる。

文化祭は2日に分けて行われ、主に初日が舞台発表で、2日目が屋台販売などである。
中でも舞台発表においては和歌山でもトップクラスといえるほどの盛り上がりを見せている。また、教師も「ITOオールスターズ」というバンドや過去には校長や教頭も参加した劇（サザエさん－AFTER10YAERS－など）を行ったりと、珍しく全面的に教師が参加しているが人気はそこそこあるようだ。

## クラブ活動
- 硬式野球部は1975年（第47回）、1995年（第67回）、1996年（第68回）と3度センバツに出場し、1995年に1勝を挙げている。夏は1975年に夏の高校野球和歌山大会では優勝しているが、紀和大会で敗退している為、夏の甲子園は出場がなかった。
- バスケットボール部男子は1978年(昭和53年)、1979年(昭和54年)と近畿高校新人大会に出場している[注 1]。この両年ともインターハイ県予選では、同じく3位になっている。その後、幾年月を経て、冬の全国選手権大会（現在のウィンターカップの前身）にも出場している（出場年は不明）
- 水泳部は1937年から39年までインターハイ3連覇を達成した。

## 所在地
- 〒649-7203 和歌山県橋本市高野口町名古曽558
- 最寄り駅 - JR和歌山線・高野口駅